# Culemborg
Culemborg (nizozemska izgovorjava: [ˈkyləmbɔr(ə)x] ()) je občina in mesto v središču Nizozemske. Mesto je imelo 1. januarja 2022 29.386 prebivalcev in leži južno od reke Lek. Direktne železniške proge potekajo iz železniške postaje proti mestoma Utrecht in Den Bosch.

## Etimologija
Najstarejša omemba Culemborga je iz leta 1281: kraj se je takrat imenoval Culenburgh. Sčasoma so bile uporabljene različne različice: Kulenborch (1305), Culenborgh (1353), Colemborch (1363), Culemborch (1472). Prvi del imena se nanaša na jamo ali bazen vode, ki nastane zaradi preboja nasipa (podobno kot kolo ali vrtinec). Drugi del se nanaša na grad, ki je bil zgrajen okoli leta 1270 v bližini jame. Ime Culemborg pomeni 'grad na jami'. 

## Zgodovina
Culemborg je bil prvotno trgovska vas, ki se je nahajala na grebenu reke Meer in južnem nasipu Leka. Zahodno od nje je gospod Bosinchemski (Beusichemski) malo pred letom 1270 zgradil majhen grad. V 13. stoletju je Janez II. Culemborški, ki se je bil gospod Culemborga, zgradil nov grad Culemborg na severni strani mesta. Od tega gradu so sedaj ostali samo temelji. Južno od mesta je bil grad Caetshage zgrajen v 12. stoletju in je bil v lasti plemiške družine Caets.
Na dan "svetega Nikolaja" leta 1318 so meščani medtem utrjene naselbine od njihovega gospoda Janeza Bosinchemskega, ki se odtlej imenuje tudi Janez I. Culemberški, prejeli mestne pravice, vključno s svobodo cestninjenja na sejmu pravico do azila: bilo je tako imenovano "Vrijstad" (svobodno mesto). Vendar to ne pomeni, da bi se lahko vsi svobodno naselili. Mesto je imelo svojo pristojnost, da kdor je imel kakšne obtožbe na glavi, je moral stopiti pred šerifa in svetnike in ni ušel njihovi pravični kazni. Vendar je dobil možnost, da se brani. Dokler je ostal v Culemborgu, njegov upnik ni smel vstopiti v mesto. V Amsterdamu je besedna zveza ' Naar Culemborg gaan' (Odhod v Culemborg) postala sinonim za "bankrotirati".
Takoj po podelitvi mestnih pravic so zgradili mestno obzidje in jarek, da bi neregularne tolpe in sovražne čete preprečile vstop v mesto. Dvakrat je bilo mesto razširjeno preko obstoječega obzidja. Okoli leta 1370 na severni strani s kapitansko četrtjo, tako imenovanim Havendijkom, in dvajset let kasneje na južni strani, kjer je bila dodana vas Lanxmeer  pod imenom Nieuwstad. Tako je nastalo nekakšno »tromestje«. Havendijk in Nieuwstad sta bila tudi obzidana.
Hkrati z gradnjo mestnega obzidja leta 1318 je bil na zahodni strani središča zgrajen Novi grad (Culemborg) ali grad Nye , majhen grad Huberta, sina Janeza Bosinchemskega. Čeprav je bil grad porušen že leta 1415, se je eno od zunanjih obzidij ohranilo kot del mestnega obzidja.
Za mesto je pomembna tudi zapuščina zadnjega potomca rodbine Culemborških. Plemenita gospa Elizabeta je ustanovila »Elizabetino hiralnico« (Hospic), dvorec s hišami za ostarele moške in ženske, ter dala denar za gradnjo mestne hiše in stolpa cerkve sv. Janeza. Iz njene zapuščine je bila zgrajena Elizabetina sirotišnica. Ta sirotišnica zdaj služi kot muzej in knjižnica.

### Novi čas
Tik pred Elizabetino smrtjo leta 1555 je cesar Karel V. gospostvo povzdignil v grofijo. Ker je Elizabeta umrla brez otrok, je grofijo podedoval Floris Palandtski (1539-1598), vnuk njene najstarejše sestre Ane. Pod vplivom svoje luteranske žene se je Floris kmalu spreobrnil v protestantizem. Skupaj z Viljemom Oranskim in grofom Viljemom IV. Berškim je odigral pomembno vlogo pri uporu proti španski oblasti. Leta 1566 je bil Floris prvi na Nizozemskem, ki je imel kalvinsko bogoslužje, medtem ko so drugod ljudje še vedno pridigali. To je naredil v grajski pralnici. Na ta način je poskrbel, da je bil novi nauk prvič javno in uradno razglašen na Nizozemskem v Culemborgu. Kot maščevanje je dal vojvoda Alva Florisov grad v Bruslju zravnati z zemljo, v času, ko je bil grof v Nemčiji, kjer se je moral pojaviti pred svetom v Beroertenu. Floris je v svojem gradu v Bruslju dal zavetje plemičem Zavezništva, ki so izročili peticijo Margareti Parmski in bili tam sprejeti kot »berači«.
Na zemljevidu Joana Blaeuja iz leta 1649 ostaja Culemborg v celoti obdan z obzidjem za kanali, ki obdajajo mestni jarek. Grad z jarkom stoji zunaj mestnega obzidja. Hiše predstavljajo enotno fronto vzdolž ulic in dveh kanalov, ki prerežejo mesto na tri dele, vendar so vse obrnjene proti vrtovom zadaj, tržnih vrtov pa je veliko znotraj mestnega obzidja.
Od leta 1639 do 1714 je grofija prešla v last družine Waldeck-Eisenberg in nato knezov Saxe-Hildburghausna. Nemška gospoda je imela Culemborg za dobrodošlo molzno kravo. V obdobju 1672-1674 ( leto katastrofe) so Francozi močno uničili grad, izropali knjižnico in ukradli del arhiva. V letih po letu 1735 je bil grad dokončno porušen. Zadnji del, Beli stolp, je bil porušen leta 1812. Zaradi pomanjkanja denarja je Saksen-Hildburghausen prodal Culemborg z vsemi njegovimi visokimi pravicami in domenami deželnim stanovom četrti Nijmegen za skoraj milijon guldnov. Kasneje ga je dobil stadholder Viljem IV. Do danes je nizozemski kralj Viljem Aleksander ostal grof Culemborški. Leta 1795 so mesto zasedle francoske sile, ki so grad pustile v tako zaničljivem stanju, da so ga po odhodu Francozov porušili. Nekaj let kasneje je bil popolnoma vključen v Batavsko republiko in izgubil svoje suverene pravice.
Leta 1868 so čez reko Lek zgradili železniški most, ki je bil nekaj let najdaljši most v Evropi. Tik gorvodno od njega je reakcijski trajekt 
Leta 1995 je bil Culemborg eno izmed mest, ki so ga začasno evakuirali zaradi nevarnosti poplav.
Med letoma 1994 in 2009 je mesto Culemborg razvilo inovativno ekološko sosesko EVA Lanxmeer . S tesnim sodelovanjem s prebivalci in eksperimentalnim trajnostnim načrtovanjem je soseska postala mednarodna najboljša praksa.

## Transport
Culemborg je povezan preko železniške postaje Culemborg, ki ponuja vlake do Utrechta (mesta) 4x na uro in 2x na uro do 's-Hertogenboscha in Tiela. Železniška postaja je tudi avtobusno vozlišče, ki ponuja avtobuse do različnih sosednjih mest in vasi (in sicer Buren, Beusichem in Nieuwegein ).

## Topografija
Nizozemski topografski zemljevid občine Culemborg, junij 2015

## Gospodarstvo
Podjetje za predelavo testa Rademaker BV, ustanovljeno leta 1977, se je leta 1981 preselilo v Culemborg in ima še vedno svoj sedež.

## Mlini na veter
V Culemborgu sta dva tradicionalna mlina na veter, <i id="mwUw">De Hoop</i> in <i id="mwVQ">Johanna</i> . Ohranjen je tudi temelj tretjega mlina, De Koornvriend . 

## Pomembni prebivalci
- Anthony van Diemen (1593–1645), generalni guverner nizozemske Vzhodne Indije [8]
- Jan van Riebeeck (1619–1677) kolonialni upravitelj, ustanovitelj Cape Towna ( Južna Afrika )
- Roelof de Man (1634-1663), knjigovodja in pomočnik Jana van Riebeecka ob ustanovitvi Cape Towna ( Južna Afrika )
- Otto van Rees (1823–1892), minister in generalni guverner nizozemske Vzhodne Indije
- Rudi Martinus van Dijk (1932–2003) je nizozemski in kanadski skladatelj orkestralne, komorne in vokalne glasbe.
- Wilhelmina Cooper (1939–1980), manekenka, ustanovitelj Wilhelmina Models, New York
- Farid Azarkan (rojen 1971), politik in vodja Denka [9]
- Jelka van Houten (rojena 1978), igralka [10]

## Galerija
- Mestna vrata: de Binnenpoort
- Culemborg, 1880
- Mlin na veter: mlin de Hoop
- Culemborg - panorama